# アーヘン

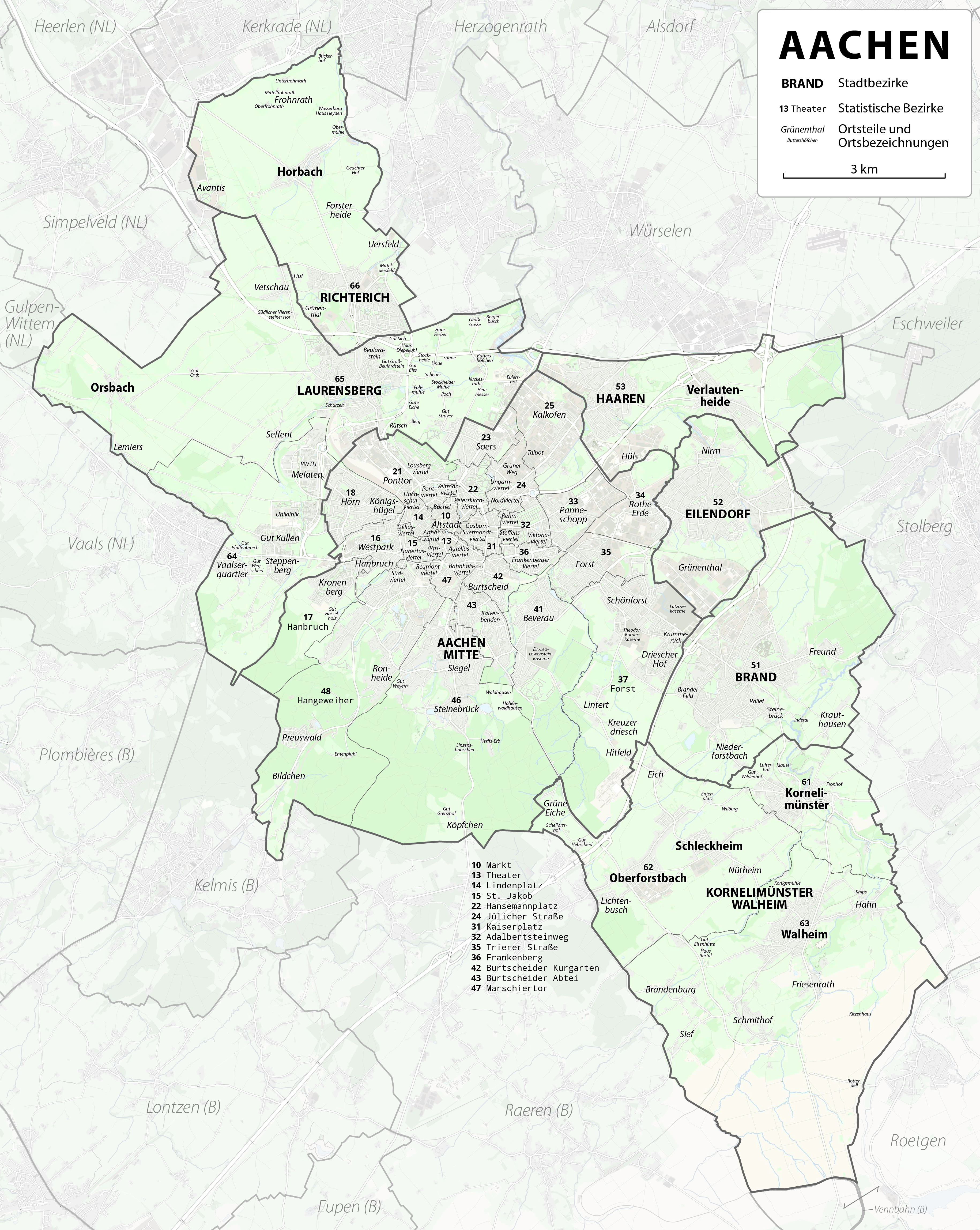
アーヘン市の地図

アーヘン（標準ドイツ語: Aachen ドイツ語発音: [ˈʔaːxən] ( 音声ファイル)）は、ドイツ連邦共和国の都市。ノルトライン＝ヴェストファーレン州に属する。フランス語名（及び旧英語名）はエクス・ラ・シャペル（Aix-la-Chapelle）。オランダ語名はアーケン（Aken）。ラテン語名はアクアエ・グランニほか（Aquae-Granni、Aquisgranum、Aquisgrana）。

## 地勢
ベルギー、オランダ国境に近接している。近隣の都市としては、東の方角にケルン、西の方角にマーストリヒト（オランダ）が挙げられる。温泉地としても知られ、各国語による町の名称はいずれも水を意味する語に由来する。

## 名称

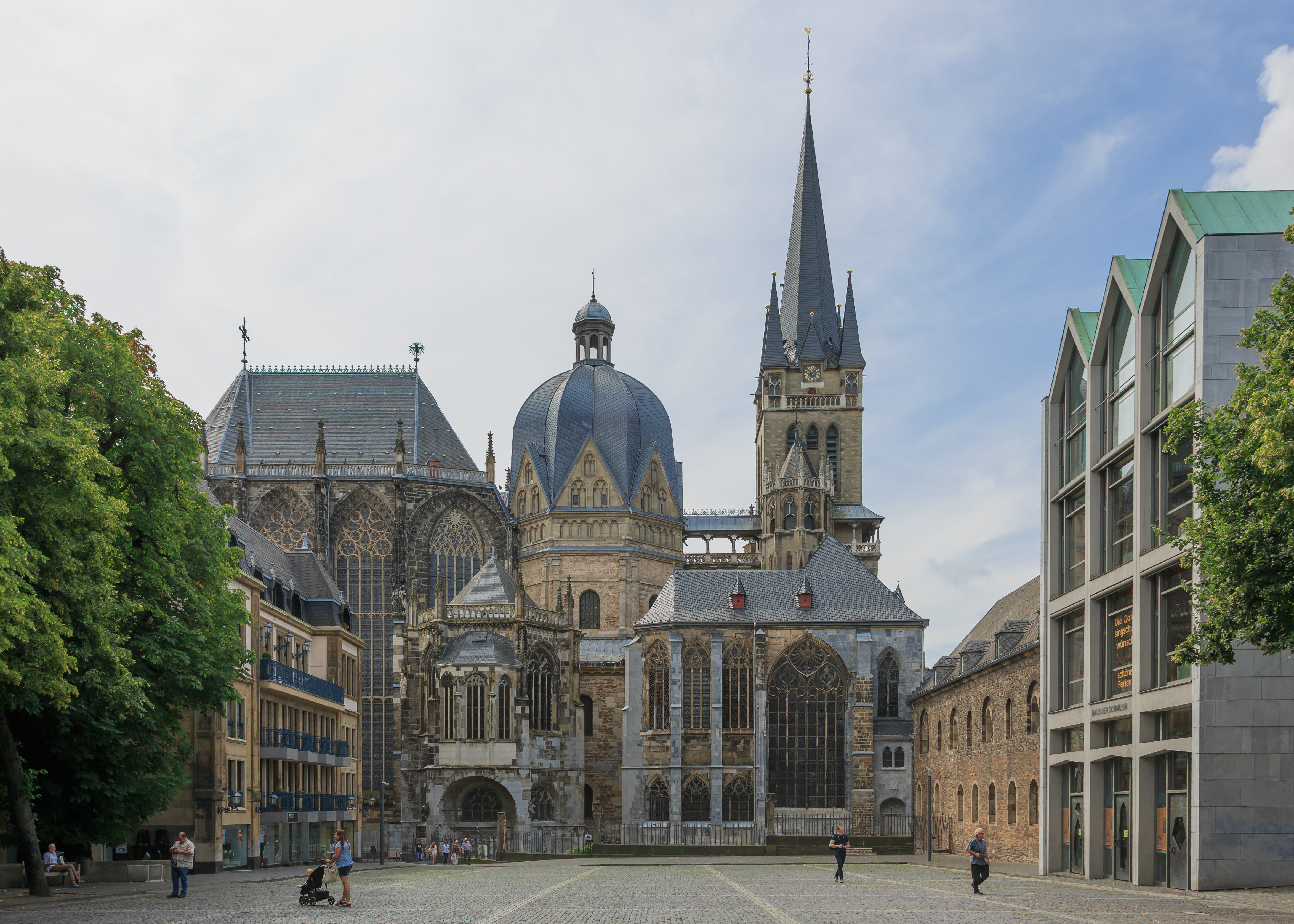
アーヘン大聖堂

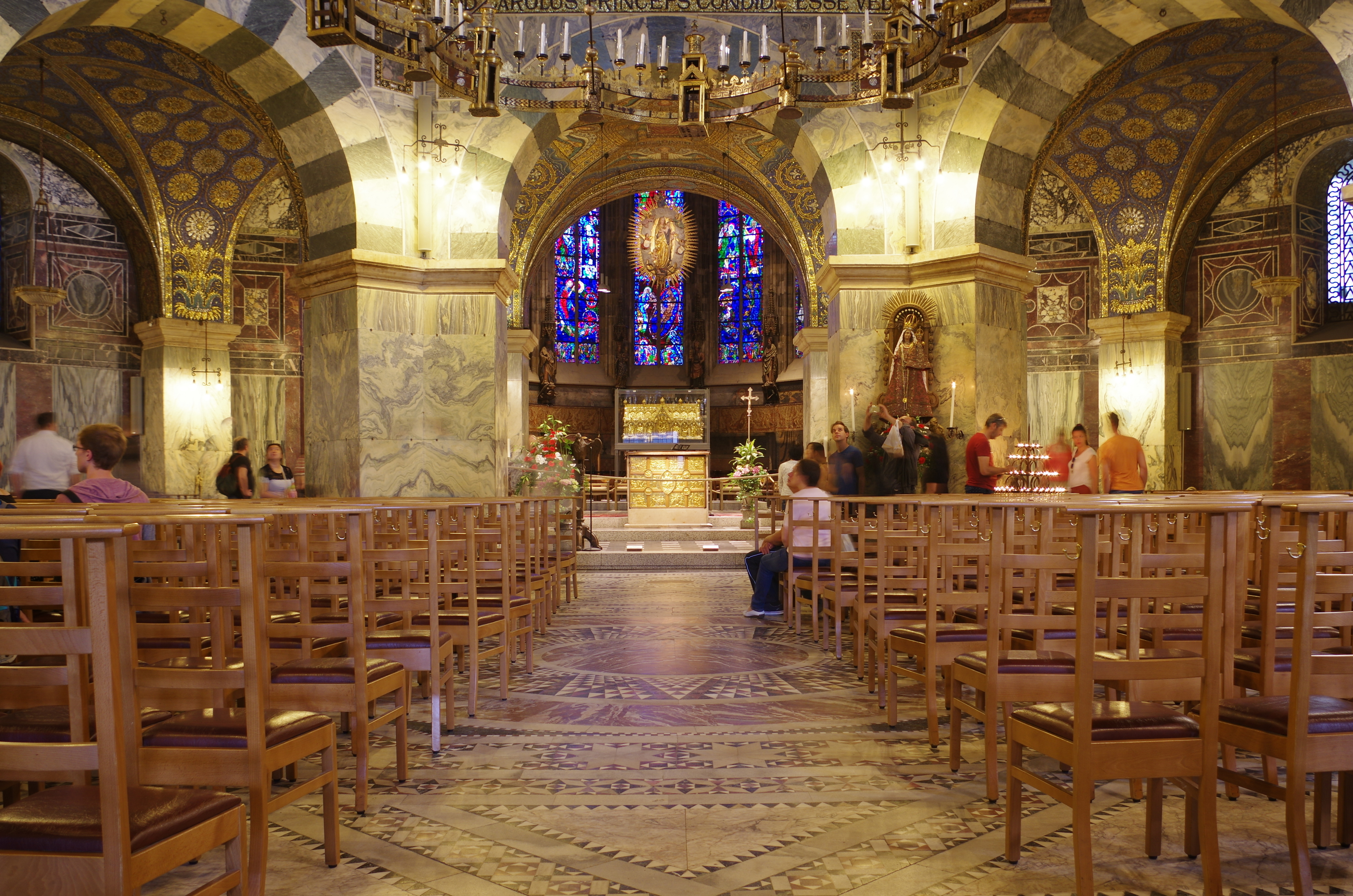
アーヘン大聖堂の内部

「アーヘン」を表わす最も古いドイツ語表記は、ラテン語 aquae（aquaの複数形、「治療効果のある鉱泉、療養泉」）を　古高ドイツ語 aha （水）にならってドイツ語化した Ahha （972年）であり、その後 Ache を経由して現在の Aachenになっている。ラテン語表記では、Aquis（aquaの複数与格から）の他に見られるAquisgraniのgrani はケルトの神 Gran(n)us を指すものと思われ、イタリア語の Aquisgrana やスペイン語の Aquisgrán はこれに由来する。フランス語名「エクス・ラ・シャペル」のエクスは Aquis から来ている。シャペルとは礼拝堂（チャペル）の意味であり、後述の#アーヘン大聖堂にちなんだものである。

## 歴史
この地は古代ローマ帝国の時代から知られており、ローマ人たちは、この地を温泉保養地として発展させて来た（アクアエ・グランニ）。
「既に紀元後80年以降にはアーヘン・リエージュ地方にカープアから移植された黄銅青銅工業が定着したと見てよい」（エネン）。
リエージュ司教区に属していたアーヘンは、フランク王国の期間中に王領地になった。国王ピピンは765年 / 766年の冬、ここに王宮を置き、カール大帝は 788年 / 789年以降恒常的にここに滞在し、帝国会議や教会会議を開いた。大帝は王宮の隣に聖母教会（王室礼拝堂）を建立し、死後はその教会に葬られた。ルートヴィヒ1世治下アーヘンは王の恒常的滞在地であったが、ロタール2世の死後は、王の滞在はほとんど見られなくなった。
中世に入ると、8世紀末にはフランク王国のカール大帝が好んで滞在する地として「新ローマ」（ノウァ・ローマ）と称えられるほどに栄え、大帝がこの地にイングランドの学僧アルクィンを招いたため、カロリング朝ルネサンスの舞台ともなった。9世紀後半にノルマン人の襲撃を受けて荒廃するが再建し、歴代のローマ王、ローマ皇帝がアーヘン大聖堂で戴冠式を行った。皇帝フリードリヒ1世に都市特権を認められた。
936年オットー大帝はアーヘンで戴冠式を催すと、これが以後のドイツ君主戴冠地＝アーヘンの伝統の先駆けとなり、王宮教会（Pfalzkirche）に葬られたカール大帝にも結びつく。1356年の金印勅書は帝国法としてローマ王戴冠地＝アーヘンを定め、1531年にいたるまで30人のドイツ君主がこの地で戴冠した。他の地で戴冠した3人の王も、後年、改めてアーヘンで戴冠式を挙げている。オットー3世はこの地に埋葬された。カール大帝に心酔していたフリードリヒ1世はアーヘン市民に自由（»frei）を、市に市場開設権（Marktprivileg）と貨幣鋳造権（Münzprivileg）を与え、「ドイツ帝国の頭」（caput regni Theutonici）と呼んだが、王権の基盤はドイツ北西部からドイツ南部に移っていたので、この呼称は実情とは合わなかった。
王宮が核となって市場開設地と商工業者の集落が形成された都市アーヘンでは毛織物の生産が盛んで、12世紀にはケルンに運んでドーナウ川下流に輸出しており、後にはブレスラウ経由でポーランドへも送られた。その他の重要な産業に金属加工があり、特に黄銅製品と銅製品は品質が高かった。この地で聖遺物を納める切妻屋根つき家屋型容器「カールのシュライン」（1220年-1225年頃 Karlsschrein）ならびに「マリアのシュライン」（1215年開始-1237年完成 Marienschrein）が制作され、いずれも当地工芸作品の高さを示す傑作といえる。
14世紀半ば、都市内で手工業者が市政参加を求めてツンフト闘争を展開し、15世紀半ばに市政参加を果たした。1520年、皇帝カール5世の戴冠式が行われ、アーヘンで戴冠された最後の皇帝となった（ただし、その後1531年にローマ王としてフェルディナント1世が戴冠式を行っている。これが最後の戴冠式となる）。
ドイツ王（ローマ王）の即位式が代々アーヘン大聖堂で挙行された伝統について、ある伝説では次のように語っている。ペトラルカがドイツを旅した時にアーヘンの司祭から本当の事として聞いた話だが、カール大帝はある庶民の女性（eine gemeine Frau）への愛におぼれ、政務を疎かにした。この女性が死んで悪臭を放ってもなお大帝は相手が生きているかのようにキスしたり抱いたりしていた。これは魔法のせいと感じ取った大司教は亡骸の口の中に指輪を見つけ、それを取り除くと、大帝は迷いから覚めてようやく亡骸を葬らせた。以後、大司教は大帝の恩顧を獲得し、大司教がどこに行こうとも大帝はその後をついて回った。大司教は指輪の力を知り、それがいつか良からぬ者の手に渡ることを恐れ、アーヘンの近くの湖に投げ捨てた。以来、大帝はこの地を大切に思い、立派な城と大聖堂を建立した。残りの生涯をこの城で過ごし、死後は大聖堂に葬られることを望んだ。そして、自分の後継者は全てまずこの地で塗油・聖別の式（即位式 ; sich salben und weihen lassen）を催すべしと定めたと。
アーヘンの聖母教会には、いわゆる「四大聖遺物」他の聖遺物が秘蔵され、特定の期間に展観に供されていた。「四大聖遺物」は、マリアの長衣、キリストのむつき、斬首された洗礼者ヨハネの頭を包んだ布、十字架上のキリストの腰布である。展観の最古の記録は1312年、以後1329年、1344年、1349年（カール4世戴冠とペストの年）と展観が行われ、これ以降7年周期の展観が慣例となった。聖母教会の献堂記念日7月17日を中日とする2週間にわたる行事であった。また、国王戴冠や貴顕の訪問の際にも展観が行われた。
聖遺物展観には多数の巡礼が押し寄せた。ケルンの年代記によれば、「1496年に1日の間に14万6000人もの巡礼が市門を通過した」と記され、別の記録では「1510年には1万8000人から2万人の巡礼が野宿を余儀無くされた」と伝えられている。おびただしい巡礼の押し寄せるこの行事は巡礼記念品を販売する職人たちにとって「大きなビジネスチャンス」であり、聖なる油や水を納める水筒形小容器（アンプラ）、聖遺物展観の際に吹き鳴らす小型の角笛「アーハヘルナー」、「アーヘンのプリンテン」と称して展観名物の人物像型に焼いたパン菓子、あるいは礼記念バッジを売りさばいた。ヨハネス・グーテンベルクは1437年開催予定の観覧を目指して、「アーヘン巡礼の鏡」と名付けてバッジを生産しようとしていた。
北は北海やバルト海の沿岸、東はポーランドやクロアチアからも巡礼が訪れる聖遺物展観の人気は16世紀以降に衰え、1776年にはヨーゼフ2世によって禁止された。しかし19世紀に復活し、現在も行われている。
17世紀の三十年戦争で深刻な打撃を受け荒廃したため、街の再建には長い期間を要した。1668年にはこの地でフランドル戦争（南ネーデルラント継承戦争）の講和条約アーヘンの和約 (1668年)が結ばれ、1748年にはオーストリア継承戦争の講和条約アーヘンの和約 (1748年)が結ばれた。1815年のウィーン議定書によってプロイセン領となった。
第二次世界大戦後期の1944年10月、アメリカ陸軍によって包囲・攻撃され、街は大きな被害を受けた。アーヘンは大戦中ドイツ本土で初めて連合軍によって占領された都市となった（アーヘンの戦い）。

## 文化
宮殿の礼拝堂として建てられたアーヘン大聖堂はユネスコの世界遺産（文化遺産）に登録されている。聖堂の隣の宝物館にはカール大帝の金の胸像などがある。
また、ルクセンブルクに近く、ベルギーのフランス語圏に隣接していることもあって、フランス文化の影響を濃厚に受けている。

## 観光

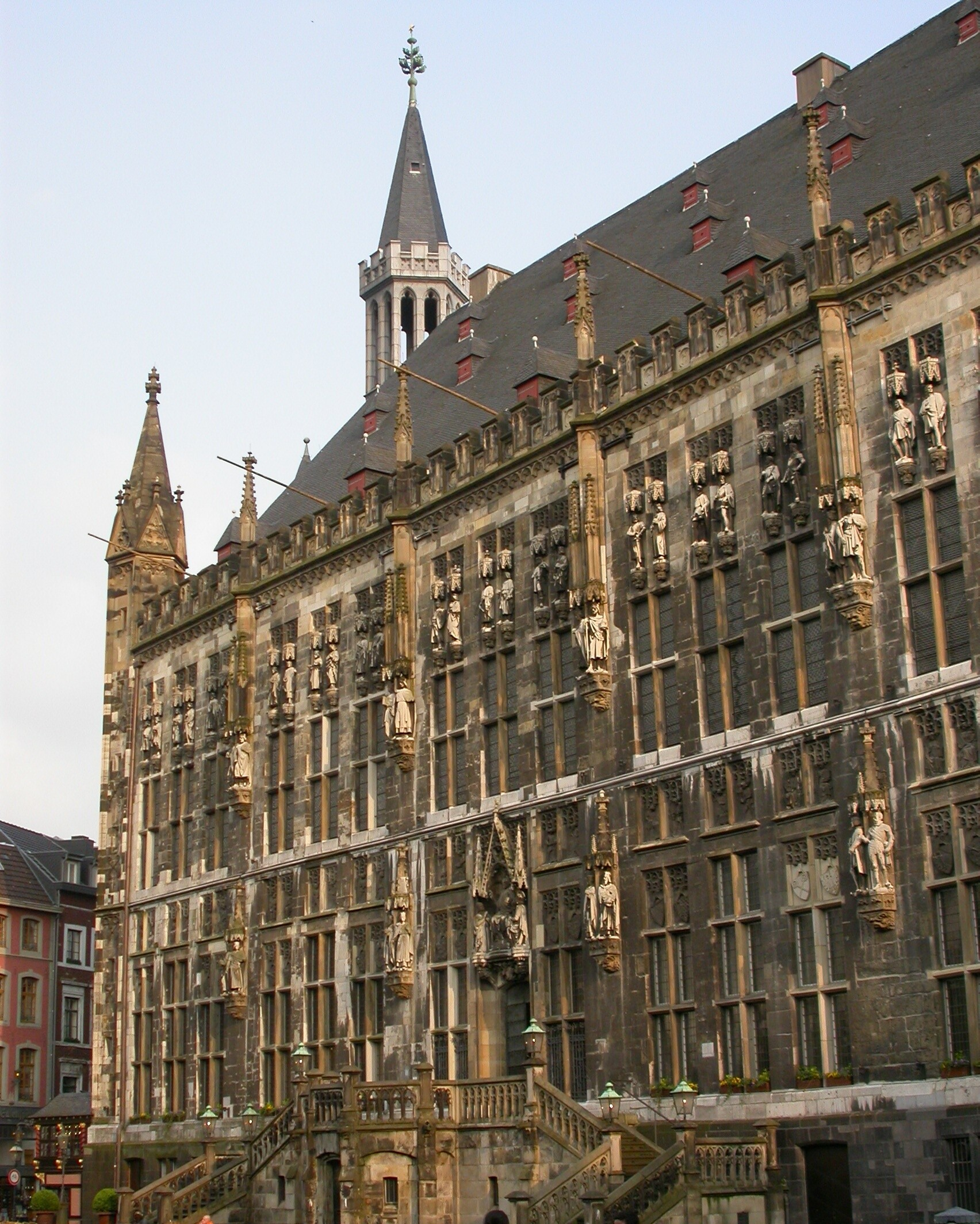
市庁舎

- アーヘン市庁舎（ドイツ語版）
- アーヘン大聖堂
- エリーゼの泉（ドイツ語版）
- カルロステルメ[21]
- クーヴェン博物館（ドイツ語版）
- クレマー通り（ドイツ語版）
- 国際新聞博物館（ドイツ語版）
- ズエルモント・ルートヴィヒ美術館（ドイツ語版）
- プリンテン・ミュージアム（ドイツ語版）
- ルートヴィヒ・フォーラム（ドイツ語版）

## スポーツ
サッカーのアレマニア・アーヘンの本拠地である。ホームスタジアムは約3万2000人収容のニュー・ティヴォリ。
毎年6月にはCHIOアーヘン世界馬術祭という馬術大会がハウプトシュタディオン・アーヘンで開催されており、2006年には世界選手権が開催された。

## ギャラリー

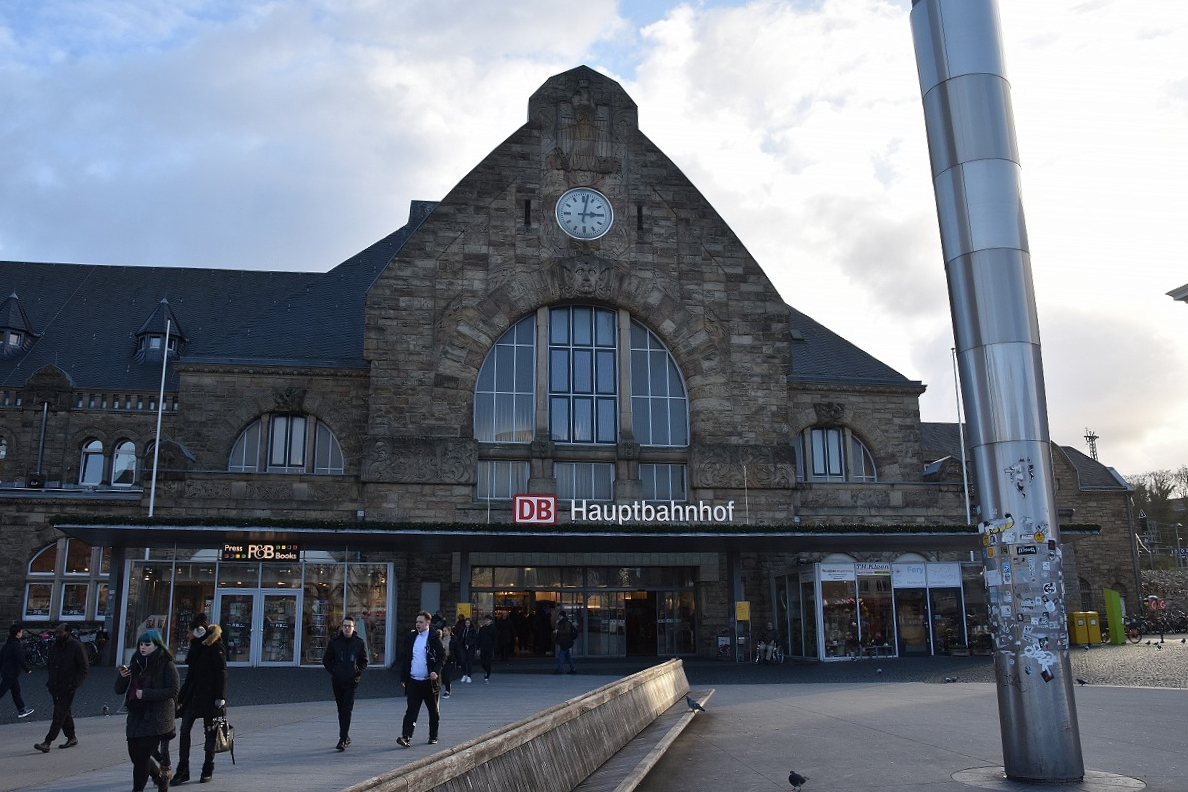
DBアーヘン駅
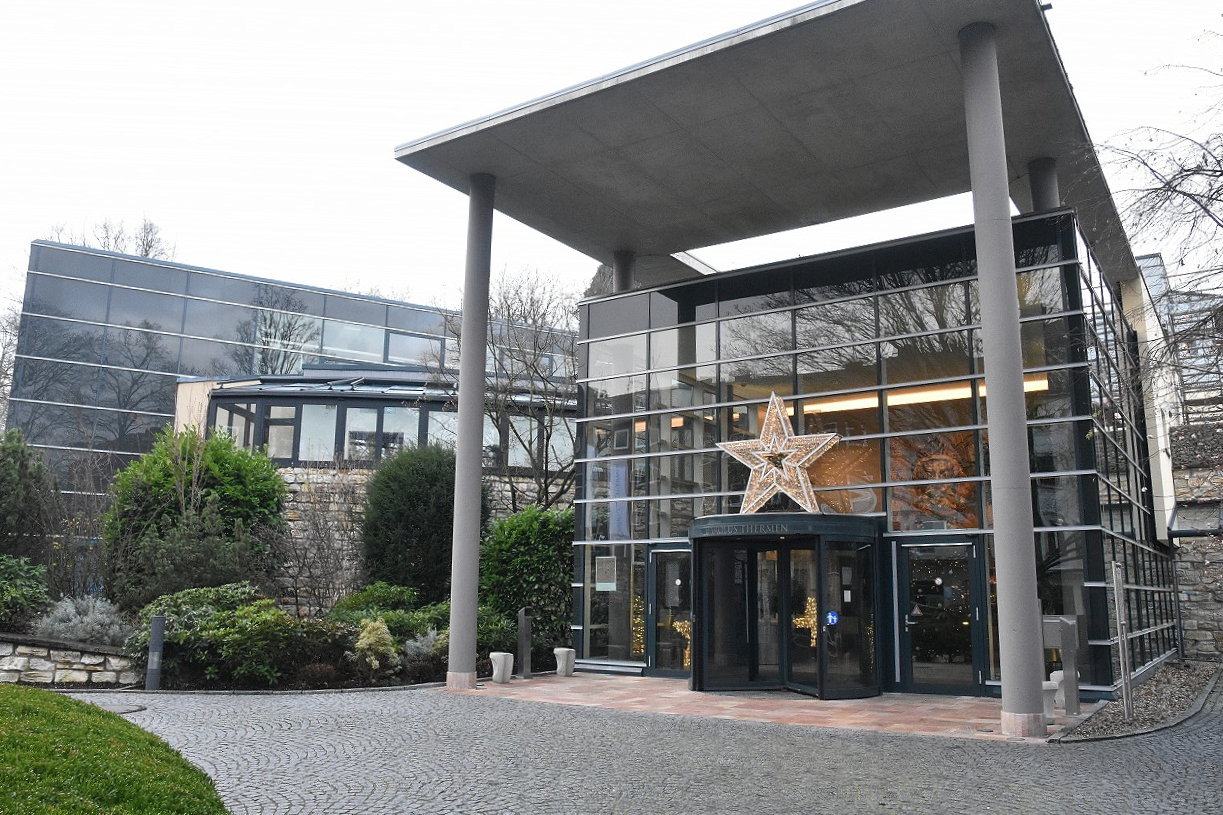
カルロス テルメン入口
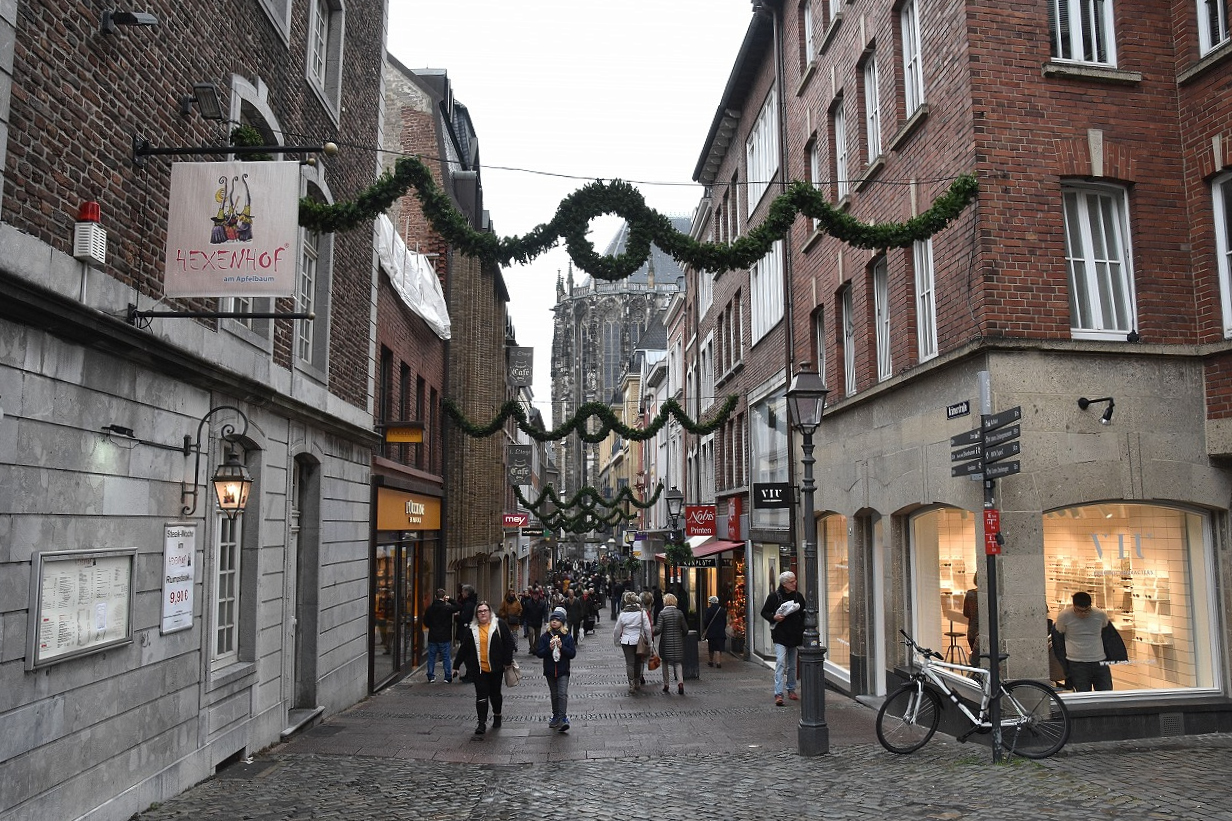
アーヘン大聖堂周辺の街の様子

## 姉妹都市
発効順。
- リエージュ、ベルギー。1955年から。
- ランス、フランス。1967年から。
- ハリファックス、イングランド、イギリス。1979年から。
- トレド、スペイン。1985年から。
- 寧波、中華人民共和国。1986年から。
- ナウムブルク、ドイツ。1988年から。
- アーリントン、ヴァージニア州、アメリカ合衆国。1993年から。
- ケープタウン、南アフリカ共和国。1999年から。
- コストロマ、ロシア。2005年から。
- ロッシュ・ハアイン、イスラエル。2007年から。
- バルティモア（英語版）、アイルランド。2010年から。